# Feketesapkás tangara
A feketesapkás tangara (Tangara heinei)  a madarak osztályának verébalakúak (Passeriformes) rendjébe és a tangarafélék (Thraupidae) családjába tartozó  faj.

## Rendszerezése
A fajt Jean Cabanis német ornitológus írta le 1850-ben, a Procnias nembe Procnias Heinei néven.

## Előfordulása
Az Andok-hegységben, Kolumbia, Ecuador, Peru és Venezuela területén honos. Természetes élőhelye szubtrópusi és trópusi hegyi esőerdők, valamint másodlagos erdők. Állandó, nem vonuló faj.

## Megjelenése
Átlagos testhossza 13 centiméter, testtömege 18–23 gramm.
|  |  |

## Életmódja
Gyümölcsökkel és bogyókkal táplálkozik, de ízeltlábúakat is fogyaszt.

## Természetvédelmi helyzete
Az elterjedési területe nagyon nagy, egyedszáma pedig stabil. A Természetvédelmi Világszövetség Vörös listáján nem fenyegetett fajként szerepel.